# 潍坊西站
潍坊西站是一个胶济线上的铁路车站，位于山东省潍坊市潍城区符山镇，建于1903年，目前为三等站，邮政编码为261055。目前客运：办理旅客乘降；行李、包裹托运；货运：办理整车、零担、集装箱货物发到；办理整车货物承运前保管。